# Adrien Drancé
Adrien Drancé (* 10. Juli 1891 in Rouen; † 23. Juni 1980 in Barentin) war ein französischer Autorennfahrer.

## Karriere
Adrien Drancé startete in seiner Karriere einmal beim 24-Stunden-Rennen von Le Mans. 1925 fuhr er gemeinsam mit Marcel Michelot einen Gendron an die 15. Stelle der Gesamtwertung. Ein weiterer Einsatz war 1927 geplant, kam aber nicht zustande. Teamkollege und Gendron-Miteigentümer Michelot verunglückte beim Testwochenende im Juni tödlich.

## Statistik

### Le-Mans-Ergebnisse
| Jahr | Team                 | Fahrzeug | Teamkollege     | Platzierung | Ausfallgrund |
| ---- | -------------------- | -------- | --------------- | ----------- | ------------ |
| 1925 | Gendron et Compagnie | G.M. GC2 | Marcel Michelot | Rang 15     |              |